# 御堂龍児
御堂 龍児（みどう りゅうじ、1957年（昭和32年）- ）は、地理風水（道教「堪輿学」）師。1983年に香港に留学後、重慶に渡り古典的玄学である山川哲学（地理風水）を学ぶ。福建省の武夷山、湖北省の武当山、雲南省の玉龍雪山、梅里雪山など中国の数々の名山で修行後、台湾の黄奎光から地理風水の水法の奥義を、四川省と福建省、台湾に伝わる道教秘術を四川省の清風道骨老師より口授される。
帰国した90年代中頃より日本人で尋龍点穴のできる数少ない風水師として個人や企業の風水鑑定、講演活動などを行っている。
日本で初めての本格的方位盤-羅盤-を設計・発売したことでも評価が高い。著作多数。

## 著書
- 御堂竜児『「風水」の秘密 : 大地のパワーで運をつかむ』ごま書房〈ゴマブックス〉、1994年。ISBN 978-4341016234。 NCID BN11500011。
- 御堂竜児 (1992). 地理風水 : 聖なる大地の霊力 : 開運の秘法を探る. 光人社. ISBN 978-4769806219. NCID BN10775331
- 増井祐子, 増井潔『エナジースケープ : 風水の知は未来の知』映像文化センター,日本ヴォーグ社 (発売)、1997年。ISBN 978-4529029674。 NCID BA33742216。
- 御堂竜児『定本地理風水大全』国書刊行会、1997年。ISBN 978-4336040312。 NCID BA34048260。
- 『光の中へ―中国道教に伝わる異次元旅行』同朋舎、1998年7月、ISBN 978-4810425192
- 御堂竜児『財運・発展をもたらす風水成功術』（新装）KKロングセラーズ〈「ムック」の本〉、1999年。 NCID BA49708206。
- 『喜神占星術』竹内書店新社、1999年12月、ISBN 978-4803500837
- 『「気の流れ」でつかむ21世紀』地湧社、2000年12月、ISBN 978-4885031571
- 御堂龍児『家相・部屋相の風水開運術』KKロングセラーズ、2005年。ISBN 978-4845420636。 NCID BA73863817。

- 『人生大逆転の風水招福術』KKロングセラーズ、2005年1月、ISBN 978-4845431229

- 『現代を生き抜く「タオ」の教え―中国道教の仙人への心の旅』講談社、2005年9月、ISBN 978-4062130936
- 『開運風水学―大地のパワーを活かす!!』ごま書房、2005年10月、ISBN 978-4341082987

- 『心を癒す風水パワースポット45』講談社、2006年8月、ISBN 978-4062135580
- 『みるみる運命を変える!「タオ」のパワースポット45』講談社、2010年10月、ISBN 978-4062166003
- 『最強の風水で読み取る大地震と世界紛争』KKロングセラーズ、2012年1月、ISBN 978-4845433759
- 『幸運を呼び込む 風水開運術 』KKロングセラーズ、2012年4月、ISBN 978-4845422432
- 『四柱推命大鑑』国書刊行会、2014年11月、ISBN 978-4336058034
- 『大地のパワーで運をつかむ　「風水」の秘密』ゴマブックス株式会社、2015年1月（Kindle版）